# Diogo Silva (balonmanista)
Diogo Borges da Silva, más conocido como Diogo Silva, (Vila Nova de Gaia, 2 de julio de 1998) es un jugador de balonmano portugués que juega de central o lateral derecho en el KIF Kolding. Es internacional con la selección de balonmano de Portugal.
Diogo fue el máximo goleador y máximo asistente del Campeonato Mundial de Balonmano Masculino Junior de 2019, además de haber sido incluido en el equipo ideal de la competición, y MVP del Campeonato Europeo de Balonmano Masculino Sub-20 de 2018, donde fue nombrado, también, mejor lateral derecho del campeonato, tras haber sido el segundo máximo goleador y el cuarto asistente del torneo continental, confirmando, así, que era uno de los balonmanistas con mayor proyección de futuro en todo el mundo.

## Palmarés

### Celje
- Liga de balonmano de Eslovenia (1): 2020

### Oporto
- Liga de Portugal de balonmano (2): 2021, 2022
- Copa de Portugal de balonmano (1): 2021

## Clubes
| Club                    | País      | Año         |
| ----------------------- | --------- | ----------- |
| FC Oporto               | Portugal  | 2016 - 2022 |
| ADA Maia-Ismai (cedido) | Portugal  | 2016 - 2017 |
| Andebol Avanca (cedido) | Portugal  | 2017 - 2019 |
| RK Celje (cedido)       | Eslovenia | 2019 - 2020 |
| Pays d'Aix UC           | Francia   | 2022 - 2024 |
| KIF Kolding             | Dinamarca | 2024 - Act. |